# Пампліко (Південна Кароліна)
Пампліко (англ. Pamplico) — місто (англ. town) в США, в окрузі Флоренс штату Південна Кароліна. Населення — 1061 особа (2020).

## Географія
Пампліко розташоване за координатами 33°59′44″ пн. ш. 79°34′8″ зх. д. / 33.99556° пн. ш. 79.56889° зх. д. (33.995694, -79.568937).  За даними Бюро перепису населення США в 2010 році місто мало площу 4,19 км², з яких 4,16 км² — суходіл та 0,03 км² — водойми.

## Демографія
Згідно з переписом 2010 року, у місті мешкало 1226 осіб у 455 домогосподарствах у складі 334 родин. Густота населення становила 293 особи/км².  Було 497 помешкань (119/км²).
Расовий склад населення:
| - 55,7 % — чорних або афроамериканців - 40,2 % — білих - 0,3 % — корінних американців - 0,2 % — азіатів - 2,4 % — осіб інших рас |

До двох чи більше рас належало 1,2 %. Частка іспаномовних становила 3,5 % від усіх жителів.
За віковим діапазоном населення розподілялося таким чином: 29,1 % — особи молодші 18 років, 56,9 % — особи у віці 18—64 років, 14,0 % — особи у віці 65 років та старші. Медіана віку мешканця становила 35,6 року. На 100 осіб жіночої статі у місті припадало 82,7 чоловіків;  на 100 жінок у віці від 18 років та старших — 72,8 чоловіків також старших 18 років.
Середній дохід на одне домашнє господарство  становив 43 851 долар США (медіана — 32 619), а середній дохід на одну сім'ю — 52 878 доларів (медіана — 50 625). Медіана доходів становила 25 694 долари для чоловіків та 26 667 доларів для жінок. За межею бідності перебувало 25,8 % осіб, у тому числі 23,8 % дітей у віці до 18 років та 27,7 % осіб у віці 65 років та старших.
Цивільне працевлаштоване населення становило 336 осіб. Основні галузі зайнятості: освіта, охорона здоров'я та соціальна допомога — 36,0 %, роздрібна торгівля — 17,9 %, науковці, спеціалісти, менеджери — 11,0 %, виробництво — 9,2 %.